# Conspiration de Newburgh

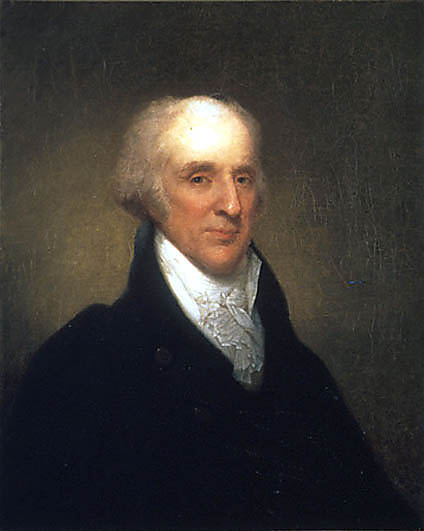
John Armstrong, auteur des lettres de Newburgh

La conspiration de Newburgh (en anglais : Newburgh's conspiracy) est un complot organisé en mars 1783 à la fin de la guerre d'indépendance américaine provoqué par le mécontentement des officiers et des soldats de l'armée continentale qui n'avaient pas reçu de solde depuis plusieurs années. La révolte reste encore aujourd'hui en partie inexpliquée : en janvier 1783, les officiers américains envoyèrent au Congrès la liste de leurs revendications qui resta sans réponse. En mars, une lettre anonyme circula parmi les soldats à Newburgh qui prévoyait que l’armée refuserait de se disperser si ses revendications économiques n’étaient pas satisfaites ; en cas de reprise des hostilités avec l'Angleterre, elle refuserait de combattre.
Le commandant en chef de l'armée continentale, George Washington, mit un terme à toute discussion sérieuse sur un éventuel coup d'État ; il calma la situation au cours d'une réunion des officiers le 15 mars 1783 en prononçant  une allocution émouvante demandant à ses officiers de soutenir la suprématie du Congrès. Il se retira de l'armée à la fin de l'année. 
Peu de temps après, le Congrès approuva un accord de compromis qu'il avait précédemment rejeté: il finançait une partie des arriérés de solde et accordait aux soldats cinq ans de salaire intégral au lieu d'une pension à vie de demi-solde. Cet incident tendait à montrer la nécessité d'une réforme institutionnelle : les Articles de la Confédération qui organisaient les pouvoirs semblaient alors manquer d'efficacité.